# توتاگاچوو
توتاگاچوو (به لاتین: Tutagachevo) یک منطقهٔ مسکونی در روسیه است که در باشقیرستان واقع شده‌است.